# 2021 스웨그 에이지 : 외쳐, 조선!
《2021 스웨그 에이지 : 외쳐, 조선!》은 2021년 개봉한 대한민국의 공연실황, 뮤지컬 영화이다.

## 출연진

### 주연
- 양희준 : 단 역
- 김수하 : 진 역

### 조연
- 임현수 : 홍국 역
- 이경수 : 십주 역
- 장재웅 : 호로쇠 역
- 정선기 : 기선 역
- 정아영 : 순수 역
- 김은총 : 임금 역
- 심수영 : 조노 역
- 김승용 : 엄씨 역

### 단역
- 김재형 : 개똥 역
- 노현창 : 소똥 역
- 황자영 : 주모 역
- 민소영 : 행이 역
- 류연진 : 복이 역
- 임상희 : 순이 역